# Bolero (indumento)

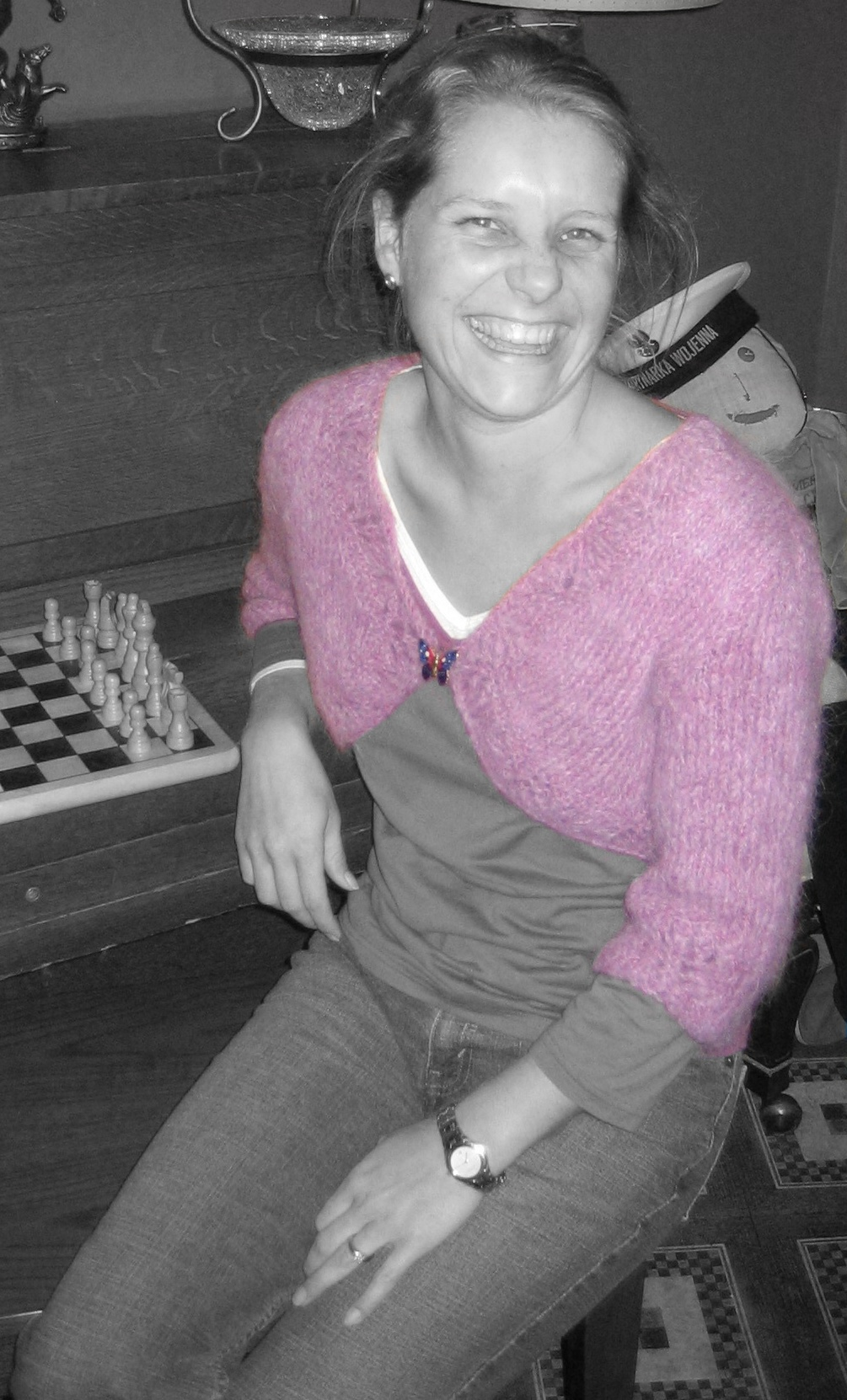
Una giovane con addosso un bolero in lana

Il bolero o coprispalle è un giacchino corto con maniche lunghe o corte, tradizionalmente realizzato a maglia. Generalmente, un bolero copre una porzione di torso minore di un gilet o di un cardigan, ma è più sagomato. I boleri sono indossati normalmente come parte di un abbigliamento più completo, insieme ad una maglia o un top.
La maggior parte dei boleri non arrivano al punto vita, mentre altri modelli sono tagliati sui due lati, e quindi sono praticamente poco più di un paio di maniche unite sulle spalle.
Esistono anche boleri adatti a circostanze più formali, benché dal design molto simile a quelli classici. Si tratta in pratica di giacche o pellicce più corte del normale, che coprono dalle spalle a metà busto, e spesso rappresentano un'alternativa alla stola o allo scialle.